# Boa Vista do Cadeado
Pour les articles homonymes, voir Boa Vista (homonymie).
Boa Vista do Cadeado est une municipalité brésilienne située dans l'État du Rio Grande do Sul.